# كمال أباد (نائين)
كمال أباد هي قرية في مقاطعة نائين، إيران. عدد سكان هذه القرية هو 300 في سنة 2006.